# گوردون رمزی
گوردون جیمز رمزی (انگلیسی: Gordon James Ramsay؛ زادهٔ ۸ نوامبر ۱۹۶۶)، آشپز، صاحب چندین رستوران و شخصیت تلویزیونی است .به رستوران‌های او مجموعاً 17 ستارهٔ میشلن اهدا شده که اکنون دارای ۷ عدد از آنهاست. رستوران اصلی او رستوران گوردون رمزی در چلسی لندن از سال ۲۰۰۱ تا کنون ۳ ستاره میشلن دریافت کرده‌است. شهرت رمزی در اجرای برنامه‌های تلویزیونی در مورد رقابتهای آشپزی و مواد غذایی، مانند مجموعه سریالهای انگلیسی آشپزخانه جهنمی، کلمه F و کابوس‌های آشپزخانه‌ای رمزی به همراه نسخه‌های آمریکایی آشپزخانه جهنمی ، کابوسهای آشپزخانه‌ای رمزی، استاد آشپز، استاد آشپز نوجوان و هتل جهنم می‌باشد. در سال ۲۰۱۵ فوربس نام او را به دلیل دریافت درآمد ۶۰ میلیون دلاری در یکسال اخیر در لیست پر درآمدترین افراد مشهور جهان در رتبه ۲۱ قرار داد.
او هم اکنون در انگلستان یک آکادمی آشپزی تاسیس کرده است.